# Brad H. Young
Brad Humes Young, conosciuto come Brad Young (Sapulpa, 1955), è un biblista statunitense.

## Biografia
Dopo avere conseguito il bachelor of arts alla Oral Roberts University a Tulsa nel 1978, Young si è recato in Israele, dove ha lavorato come lettore all' American Institute of Holy Land Studies. Contemporaneamente ha studiato all'Università Ebraica di Gerusalemme, dove nel 1981 ha conseguito il master of arts e nel 1986 il Ph.D. in giudaismo antico e origini del cristianesimo. Durante il suo soggiorno a Gerusalemme è stato anche assistente di ricerca del professor David Flusser. Nel 1987, Young è ritornato negli USA e ha ottenuto un posto di insegnante di Letteratura biblica alla Oral Roberts University. Oltre all'attività di insegnante e conferenziere, Young si è dedicato alla ricerca sul Gesù storico, concentrandosi in particolare sulle radici ebraiche degli insegnamenti di Gesù e di Paolo di Tarso. Young ha scritto diversi libri e ha fondato la Gospel Research Foundation, con l’obiettivo di favorire il dialogo interreligioso cristiano-ebraico e di rivitalizzare l’esperienza cristiana interpretando gli insegnamenti di Gesù nel contesto ebraico in cui sono nati. I seminari di studio tenuti da Young sono frequentati sia da cattolici che da protestanti.

## Libri principali
- The Gospel of John from the Mouth of Yochanan : A First Century Message for the Twenty-First Century, Tulsa, OK: Hebrew Heritage Bible translation, 2009
- Spirit-Filled Life New Testament Commentary: Matthew & Mark (Spirit-Filled New Testament Commentary), Dallas: Thomas Nelson, 2006
- Meet the Rabbis: Rabbinic Thought and the Teachings of Jesus, Peabody, Ma : Hendrickson, 2007
- Jesus and His Jewish Parables, Tulsa, OK: Gospel Research Foundation, 1999
- The Jewish Background to the Lord's Prayer, Tulsa, OK: Gospel Research Foundation, 1999
- The parables : Jewish tradition and Christian interpretation, Peabody, Ma : Hendrickson, 1998
- Paul, the Jewish theologian : a Pharisee among Christians, Jews, and Gentiles, Peabody, Mass. : Hendrickson, 1997
- Jesus the Jewish theologian, Peabody, Mass. : Hendrickson Publishers, 1995
- Jesus and His Jewish Parables: Rediscovering the Roots of Jesus’ Teaching, New York: Paulist, 1989
- The parable as a literary genre in rabbinic literature and in the Gospels, Jerusalem : Hebrew University of Jerusalem, 1986
- The Jewish Background to the Lord's Prayer Dayton, OH: Center for Judaic-Christian Studies, 1984